# Bertram Morneweg

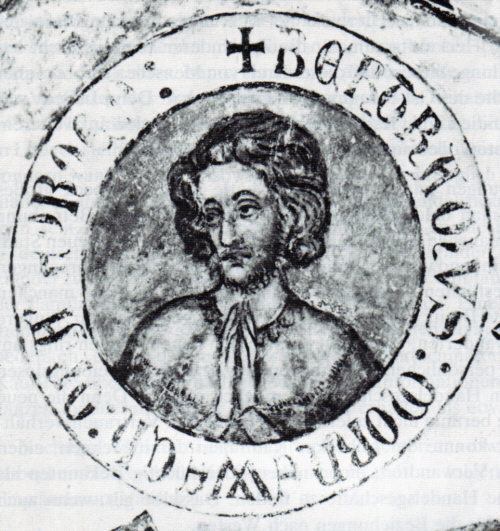
Bertram Morneweg

Bertram Morneweg (auch Bartram Morgenweg; * in Lübeck; † 1286 ebenda) war ein Lübecker Kaufmann und Ratsherr.

## Leben
Über seinen Lebenslauf ist wenig bekannt. Unbelegte Überlieferungen besagen, dass er als Waisenkind vom Lübecker Bürger und Kaufmann Marquard von Bardewik adoptiert wurde und so zu einer Karriere im Fernhandel gelangte.
Eine im Herbst 1271 im englischen Lynn ausgestellte Urkunde nennt seinen Namen; nicht nachweisbar ist hingegen sein angeblicher langjähriger Aufenthalt im Peterhof von Nowgorod. Unabhängig von den Details seines Werdegangs steht fest, dass Morneweg ein erfolgreicher Geschäftsmann war und ein für seine Zeit ungewöhnliches Vermögen erworben hatte, als er sich wieder in Lübeck niederließ und Gertrud Morneweg († 1301) heiratete. Sein Kapital betrug zur Zeit seines Todes etwa 13.500 Lübsche Mark, was dem Gegenwert von über einer Million Goldmark vor dem Ersten Weltkrieg entsprach. Seine Witwe setzte die Geschäfte fort und vergrößerte das Vermögen.
Morneweg beteiligte sich an diversen Handelsgesellschaften und wurde Angehöriger des Lübecker Rats. 1286 wurde er vom Rat nach England entsandt. Ferner gehörte er als Stifter zu den Gründern des Heiligen-Geist-Hospitals, in dem bis heute eine Wandmalerei in der Stiftergalerie sein vermutlich individuelles Porträt zeigt. Die Stiftergalerie des Heiligen-Geist-Hospitals ist der älteste Bildzyklus mit Porträts Lübecker Ratsherren und Kaufleute.
Sein Sohn Hermann Morneweg wurde Lübecker Bürgermeister.